# Estilingue

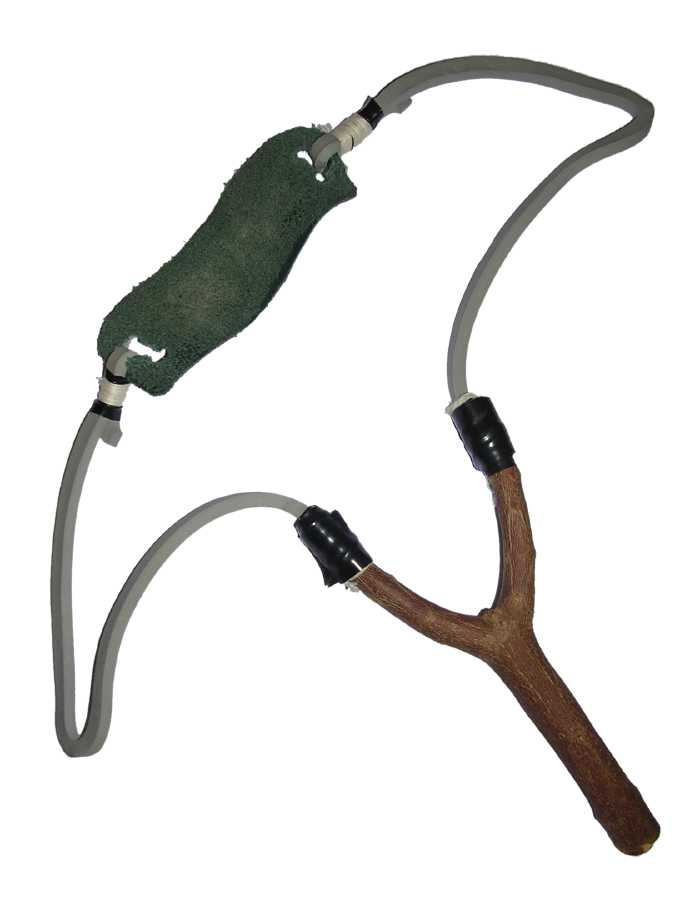
Estilingue

Estilingue, também chamado atiradeira, baleadeira, baladeira, funda, bodoque, badogue e setra em partes do Brasil, fisga ou setra em Portugal e fisga e xifuta em Angola, é um tipo de atiradeira - um objeto usado para o disparo de projéteis, impulsionado por força mecânica manual, com auxílio de elásticos. As formas clássicas de estilingue são construídas com um galho de árvore forquilhado, em forma de "Y", munido de tiras elásticas. Sua história, portanto, não remonta a épocas anteriores à invenção da borracha. Estilingues, em boa parte de sua história inicial, eram artesanais, feitos pelo próprio dono; todavia, a partir do início do século XX começou-se a produção em grande escala para venda, o que contribuiu para surgirem estilingues de outros formatos e de outras matérias primas como madeira entalhada, plástico ou metal.

## Outras designações
No Brasil o estilingue é conhecido também por diversos outros nomes, entre eles baladeira, baleadeira, baleeira, beca, badogue, badoque, bodoque, funda, peteca, seta ou setra.
Chiloida: O nome "chiloida" (pronúncia: xilóida), sinônimo de estilingue comum em Santa Catarina e em outras regiões de imigração e colonização alemã no Brasil, vem diretamente do alemão Schleuder, que é a palavra alemã para estilingue.
Badoque: Estritamente falando, todavia, o badoque (também badogue ou bodoque) é um atirador artesanal diferente do estilingue propriamente dito, já que consiste de um artefato também artesanal mas em formato de arco, similar ao arco de flecha, feito de um pau e cordão, e não se utiliza elásticos.
Funda: Embora o estilingue também seja conhecido em algumas regiões como funda, a funda é em verdade outro dispositivo, este sem elásticos. Foi com uma funda que, segundo a Bíblia, Davi derrotou Golias.
Origem do termo
O termo estilingue tem origem no inglês, sling, de slingshot = "funda", "atiradeira", respectivamente, por variação epentética.

## Construção
Originalmente era montado usando-se uma forquilha de madeira (um galho bifurcado em "Y", cuja parte de baixo é usada como cabo) em cujas extremidades simétricas se prendiam as pontas de uma tira elástica.
No centro da tira elástica é afixado uma peça de couro chamada "malha" em português e "Pouch" em inglês, que servia como contendor para o objeto ou munição que se desejava arremessar, geralmente pedregulhos ou pequenos frutos redondos ou "mamonas".
A árvore mais comumente usada é o leiteiro, goiabeira, jabuticabeira, entre outras que naturalmente tem galhos perfeitos em Y, e com uma boa resistência. Para o elástico, um material comum é a borracha de câmaras de ar, cortada em tiras. Atualmente, nas cidades maiores se usa também uma peça de ferro de construção dobrada para fazer as vezes de forquilha e como elástico usa-se uma mangueira de látex muito comum em estabelecimentos hospitalares, popularmente conhecida como "tripa de mico".
O estilingue é uma arma de baixo poder, é normalmente usada por crianças como brinquedo ou na caça de passarinhos e outros pequenos animais ou utilizados em manifestações. Em alguns países, alguns modelos podem ser considerados proibidos, considerando-se a utilidade ou potência, medida pela força de "puxada", em quilos ou libras, como arcos e bestas.